# 224
224 (CCXXIV) var ett skottår som började en torsdag i den julianska kalendern.

## Händelser

### Okänt datum
- Ardashir I besegrar och dödar den arsakidiske kungen Artabanus IV vid Hormizdegan, varvid han krossar Partien och etablerar den sasanidiska dynastin.

## Födda
- Carus, romersk kejsare 282–283 (född omkring detta år eller 230)

## Avlidna
- Jia Xu, rådgivare i kungariket Wei
- Zhu Zhi, general till Sun Quan